# Hayat Tahrir al-Sham
Hayat Tahrir al-Sham (HTS; en árabe: هيئة تحرير الشام‎, romanizado: Hayʼat Taḥrīr aš-Šām; traducido como Organización o Entidad de Liberación del Levante), a veces nombrada como Organización para la Liberación del Levante, fue una organización islamista suní involucrada en la guerra civil siria. Es considerada una organización terrorista por la Organización de las Naciones Unidas, por la Unión Europea, Estados Unidos, Rusia, Turquía y por otros países.
Se formó el 28 de enero de 2017 como una fusión entre Jabhat Fateh al-Sham (antes Frente al-Nusra), el Frente Ansar Al-Din, Jaysh al-Sunna, Liwa al-Haqq y el Movimiento Nour al-Din al-Zenki. El proceso de unificación se llevó a cabo bajo la iniciativa de Abu Jaber Shaykh, un comandante islamista que había sido el segundo emir de Ahrar al-Sham.Abu Jaber instó a todas las facciones de la oposición siria a unirse bajo su liderazgo islámico y librar una "Yihad popular" para lograr los objetivos de la Revolución siria, que él caracterizó como el derrocamiento de la Siria baazista y de los militantes de Hezbolá de los territorios sirios, y la formación de un gobierno islámico. Después del anuncio se unieron más grupos e individuos. El grupo fusionado ha estado dirigido principalmente por Jabhat Fatah al-Sham y exlíderes de Ahrar al-Sham, aunque el Alto Mando también tiene representación de otros grupos. El Movimiento Nour al-Din al-Zenki se separó de Tahrir al-Sham en julio de 2017 y del Frente Ansar al-Din en 2018. Posteriormente, los combates enfrentaron a Hayat Tahrir al Sham con Nour al Din al Zenki y otras facciones islamistas en el norte de Siria en 2018, dejando cientos de muertos.
En julio de 2017, Hayat Tahrir al-Sham se apoderó de toda la frontera sirio-turca en la provincia de Idlib y de la capital provincial de Idlib, en detrimento de su antiguo aliado Ahrar al-Sham (AS).También ha mantenido enconadas luchas internas con otros grupos rebeldes.
La formación de HTS fue seguida por una serie de asesinatos de sus partidarios. En respuesta, HTS lanzó una exitosa ofensiva contra los leales a Al-Qaeda, lo que consolidó su poder en Idlib. Posteriormente, HTS implementó un programa de sirianización, centrado en establecer una administración civil estable que prestara servicios y se conectara con organizaciones humanitarias, además de mantener el orden público.  La estrategia de Tahrir al-Sham se basó en expandir su control territorial en Siria, establecer la gobernanza y movilizar el apoyo popular. En 2017, HTS permitió a las tropas turcas patrullar el noroeste de Siria como parte de un alto el fuego negociado mediante las negociaciones de Astaná. Sus políticas lo llevaron a un conflicto con Hurras al-Din, el brazo armado sirio de Al-Qaeda, incluso a nivel militar. Se estima que HTS contaba con entre 6.000 y 15,000 miembros en 2022.
En la provincia de Idlib que administraba, HTS llevó a cabo ejecuciones públicas de civiles, incluidas mujeres acusadas de adulterio. De 2017 a 2024, HTS prestó su lealtad al Gobierno de Salvación Sirio (SSG), que era un gobierno alternativo de la oposición siria en la Gobernación de Idlib.
Aunque la organización se adhirió oficialmente a la escuela del Salafismo, el Alto Consejo de Fatwa del Gobierno de Salvación Sirio al cual está religiosamente obligado estaba compuesto también por Ulema de las tradiciones asharista Sufí. En su sistema legal y currículo educativo, HTS implementó el pensamiento shafiita y enseñó la importancia de las cuatro escuelas clásicas de derecho suní (Madhab) en la jurisprudencia islámica.
De 2021 a 2024, HTS fue la facción militar más poderosa dentro de la oposición siria.y de Ucrania. La organización fue designada como grupo terrorista por la Resolución 2254 del Consejo de Seguridad de las Naciones Unidasque clasificó al precursor del grupo, el Frente Al-Nusra. Después de la Caída de Damasco en diciembre de 2024, el SSG fue reemplazado por el gobierno de transición sirio. El 29 de enero de 2025, en la Conferencia sobre la Victoria de la Revolución Siria Hassan Abdel Ghani, portavoz del Comando de Operaciones Militares, anunció la disolución de HTS y varias facciones armadas y declaró que pasarían a formar parte de las "instituciones estatales".
El 7 de julio de 2025, Estados Unidos revocó la designación de organización terrorista extranjera para el Frente al Nusra, también conocido como Hay'at Tahrir al-Sham.

## Historia

### Antecedentes
Antes de convertirse en emir del Frente al Nusra, Abu Mohamed al-Julani inició su carrera militar en 2003, viajando desde Damasco, Siria, hasta Irak, donde se opuso a la ocupación estadounidense. Se unió a Al Qaeda en Irak y luchó en la fase 2003-2006 de la insurgencia iraquí contra la ocupación estadounidense. Tras su encarcelamiento por el ejército estadounidense en 2006 y su posterior liberación por el gobierno iraquí en 2011 durante la revolución siria, Julani recibió el encargo de establecer el Frente Al-Nusra como la rama oficial de Al-Qaeda en Siria. Entre 2011 y 2012, coordinó con Abu Bakr al-Baghdadi, líder del Estado Islámico de Irak y el Levante (ISI), la expansión de la rama de Al-Qaeda en Siria. En abril de 2013, Baghdadi anunció la expansión de su grupo en Siria y declaró la creación del Estado Islámico de Irak y el Levante (ISIS) y exigió unilateralmente la fusión de Al-Nusra con el EIIL. Julani denunció la medida y mantuvo su "Bay'a" a Al-Qaeda. El emir de Al-Qaeda, Ayman al-Zawahiri, también denunció el anuncio de Al-Baghdadi, afirmando que Siria era el "estado espacial" del Frente Al-Nusra. Zawahiri exigió oficialmente la disolución de la nueva entidad e instó a Baghdadi a retirar todas sus tropas de Siria. En una carta dirigida a los líderes de ISIS y del Frente Al Nusra en junio de 2013, Ayman al Zawahiri reprendió directamente las acciones de Al Baghdadi al reconocer al Frente Al Nusra como la única rama oficial siria de Al Qaeda y exigió la disolución de ISIS.
Para enero de 2014, la retórica hostil entre ISIS y el Frente al Nusra escaló hasta convertirse en un conflicto violento. Para enero de 2014,el Frente Al Nusra cortó fo rmalmente todos los vínculos de las facciones de ISIS. En febrero de 2014, el mando general de Al Qaeda emitió un comunicado oficial en el que desautorizaba y ponía fin a todas las relaciones con el Estado Islámico. En julio de 2016, el Frente Al Nusra bajo el mando de Julani se separó de Al Qaeda y cambió su nombre a Jabhat Fateh al-Sham. Antes de esa fecha, HTS defendía posturas islamistas de línea dura, como considerar a los no musulmanes como ciudadanos de segunda clase, pero después de 2016, comenzó a moderar algunas de sus posturas en un esfuerzo por ganar mayor legitimidad.

### Trasfondo
El Frente Al Nusra/Jabhat Fateh al Sham cooperó con Ahrar al-Sham durante la mayor parte de 2015 y 2016. El destacado clérigo de Ahrar al Sham, Abu Jaber, consideraba que la afiliación de Al Nusra a Al Qaeda era perjudicial para su causa. También buscaba unificar a las facciones rebeldes islamistas. Lideró una facción más islamista y menos nacionalista dentro de Ahrar al-Sham, el Jaysh al-Ahrar, que apoyaba una fusión con Jabhat Fateh al-Sham. A finales de 2016, se iniciaron conversaciones para una posible fusión, pero estas fracasaron. A principios de 2017, el Jaysh al-Ahrar se enfrentó a grupos islamistas rivales en Idlib, en particular a Ahrar al-Sham, antes de separarse de Ahrar al-Sham para fusionarse con Jabhat Fateh al-Sham en una nueva organización.

##### Fundación
Tras su fundación, HTS fue descrito por su emir, Abu Jaber Sheikh, como "una entidad independiente" formada mediante la unificación de grupos y facciones anteriores.
Charles Lister, un analista especializado en Siria, señaló que Ahrar al-Sham perdió entre 800 y 1.000 desertores a manos del HTS, pero ganó entre 6.000 y 8.000 combatientes mediante la fusión de Suqor al-Sham, Jaish al-Mujahideen, la Unión Fastaqim, las unidades del oeste de Alepo del Frente del Levante y las unidades del Ejército del Islam con base en Idlib. El JFS perdió varios cientos de combatientes ante Ahrar al-Sham, pero incorporó entre 3.000 y 5.000 combatientes gracias a su fusión con Movimiento Nour al-Din al-Zenki, Liwa al-Haq, Jaish al-Sunna y Jabhat Ansar al-Din en HTS. Harakat Nour al-Din al-Zenki recibió anteriormente apoyo de Estados Unidos.

### Consolidando el poder (enero-agosto de 2017)

##### Enero

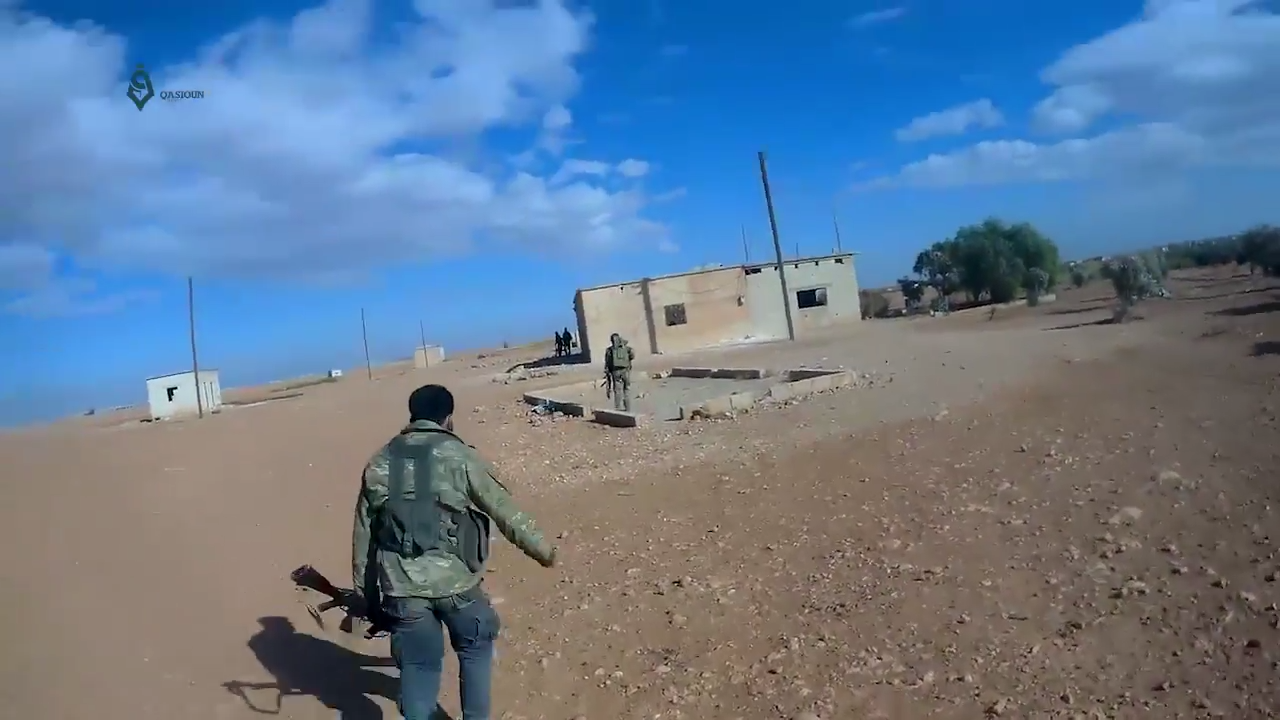
Combatientes del HTS en la aldea de Mushairfa, al noreste de Hama, durante el la campaña del noroeste de Siria en octubre de 2017

A lo largo de enero de 2017, estallaron intensos combates entre el JFS y los leales a Al-Qaeda del Frente al-Nusra, antes de la fusión del JFS y Ahrar al-Sham para formar el HTS el 28 de enero. Poco después de la fusión, el emir Abu Jaber Sheikh anunció un acuerdo de alto el fuego destinado a unificar a todas las facciones de las milicias de la oposición bajo un mando central. La creación de HTS fue descrita por la Henry Jackson Society como una reestructuración de la dinámica desde la Revolución siria de 2011, con el potencial de cambiar el equilibrio de poder en la guerra civil siria y disminuir la influencia de Al Qaeda en el norte de Siria. Entre 2017 y 2019, HTS lanzó una serie de medidas represivas contra los leales a Al Qaeda, a la vez que atacaba células del Estado Islámico (EI) mediante operaciones militares.
El 30 de enero, Asharq al-Awsat  informó que HTS contaba con aproximadamente 31.000 combatientes, reforzados por la inclusión de Jaysh al-Ahrar, una facción escindida de la milicia Ahrar al-Sham.

##### Febrero
El 3 de febrero, un ataque aéreo estadounidense alcanzó la sede de Tahrir al-Sham en Sarmin, matando a 12 miembros de HTS y Jund al-Aqsa. Diez de los militantes muertos eran miembros del HTS.
Los civiles de las regiones rebeldes bajo el control de HTS se han rebelado contra el grupo. El 3 de febrero, cientos de sirios se manifestaron bajo el lema "No hay cabida para Al Qaeda en Siria" en las localidades de Atarib, Azaz y Maarat an-Numan para protestar contra HTS. En respuesta, simpatizantes de HTS organizaron contraprotestas en Al-Dana, Idlib, Atarib y Jan Sheijun. El 3 de febrero de 2017, en Idlib se llevaron a cabo protestas a favor de Hayyat Tahrir al-Sham en las que se agitaban imágenes de su emir Abu Jaber.

El 4 de febrero, un ataque aéreo estadounidense mató al excomandante de Al Qaeda Abu Hani al-Masri, quien pertenecía a Ahrar al-Sham al momento de su muerte. Se informó que estaba a punto de desertar a Tahrir al-Sham antes de su muerte. Alrededor del 8 de febrero, Abu Muhammad Al-Maqdisi confirmó que dos altos dirigentes de Jabhat Fateh al-Sham leales a Al Qaeda, incluido el exlíder adjunto de Al Nusra, Sami al-Oraydi, abandonaron Tahrir al-Sham después de su formación.
Abu Jaber emitió un discurso el 9 de febrero. Hizo hincapié en que su grupo es una "entidad independiente" y elogió a sus "hermanos" en la "Yihad siria" por su "heroica" resistencia contra las fuerzas baazistas, Hezbolá y Rusia. El comunicado instó a todas las facciones de la oposición siria a unir fuerzas con HTS y advirtió al Islam sunita en Siria: Afirmando que Irán "esclavizará la región" si los rebeldes pierden la guerra.
El 12 de febrero, la Sala de Operaciones al-Bunyan al-Marsous, de la cual Tahrir al-Sham era miembro, lanzó una ofensiva de Daraa (febrero de 2017) contra el Ejército sirio en el distrito Manshiyah en Daraa. Según se informa, las fuerzas de Tahrir al-Sham iniciaron el ataque con dos terroristas suicidas y un coche bomba. El 13 de febrero, estallaron enfrentamientos entre las anteriormente aliadas Tahrir al-Sham y Jund al-Aqsa, también llamada Liwa al-Aqsa, en el norte de Hama y el sur de Idlib.
Dos días después Ahrar al-Sham publicó una infografía sobre sus recientes deserciones, afirmando que solo 955 combatientes habían desertado a Tahrir al-Sham. El 22 de febrero, el Centro de Lucha contra el Terrorismo informó que Jabhat Fateh al-Sham había formado  Tahrir al-Sham debido a su temor a quedar aislado y para contrarrestar la reciente expansión de Ahrar al-Sham durante los enfrentamientos en la provincia de Idlib.
El 22 de febrero, los últimos 2,100 militantes de Liwa al-Aqsa abandonaron sus posiciones finales en Jan Sheijun, con informes no confirmados en los medios progubernamentales de que se unirían a ISIS en Gobernación de Al-Raqa después de un acuerdo de retirada negociado con Tahrir al-Sham y el Partido Islámico de Turkestán. Posteriormente, Tahrir al-Sham declaró el fin de Liwa al-Aqsa y prometió vigilar cualquier célula restante.
El 26 de febrero, un ataque aéreo estadounidense en Al-Mastoumeh, Gobernación de Idlib, mató a Abu Khayr al-Masri, quien era el líder adjunto de Al Qaeda. El ataque aéreo también mató a otro militante de Tahrir al-Sham. La muerte de Abu Khayr dejó a HTS con más libertad para alejarse de cualquier influencia restante de Al Qaeda.

##### Marzo
A principios de marzo de 2017, residentes locales de la gobernación de Idlib que apoyaban a facciones del FSA acusaron a HTS de hacer más daño que bien, afirmando que lo único que han hecho es "secuestrar personas, establecer puestos de control y aterrorizar a los residentes". El 16 de marzo, un ataque aéreo estadounidense golpeó la aldea de al-Jinah, justo al suroeste de Atarib, matando al menos a 29 civiles y posiblemente a más de 50. Estados Unidos afirmó que los objetivos del ataque eran militantes de Al Qaeda, pero el Observatorio Sirio de Derechos Humanos (SOHR), residentes y funcionarios locales afirmaron que el edificio atacado era una mezquita llena de fieles, lo cual fue confirmado posteriormente por Bellingcat.
En la mañana del 21 de marzo, según medios progubernamentales, un ataque con drones estadounidenses en Darkush, provincia de Idlib, mató a Abu Islam al-Masri, descrito como un alto comandante egipcio del HTS, y a Abu al-'Abbas al-Darir, descrito como un alto comandante egipcio del HTS, sin embargo, el Instituto para el Estudio de la Guerra informó que el comandante asesinado era el jeque Abu al-Abbás al-Mursi.
El 24 de marzo, dos camiones de plataforma que transportaban harina, pertenecientes a una organización de ayuda turca afiliada a IHH, fueron interceptados en un puesto de control de HTS a la entrada de Sarmada. HTS incautó los camiones y la harina, destinada a una panadería en Saraqib. La confiscación provocó que 2.000 familias de la zona se quedaran sin el suministro gratuito de pan.

##### Abril-mayo
En abril de 2017, Jaysh al-Islam atacó al HTS y lo expulsó de los territorios bajo su control en Guta Oriental.
El 3 de mayo, HTS arrestó a Suhail Muhammad Hamoud, "Abu TOW", un excombatiente del ELS, en una redada domiciliaria en Idlib. Anteriormente, al-Hamoud había publicado una fotografía de él fumando frente a una valla publicitaria de HTS que prohibía fumar.
El 20 de mayo, la facción principal de los batallones de Abu Amara se unió a Tahrir al-Sham, que "ahora cuenta con una fuerza de combate de unos 50.000 militantes", según una fuente de los medios progubernamentales. Sin embargo, la operación encubierta unidad de los Batallones Abu Amara con base en Alepo se mantuvo independiente.
Siete días después, según Al Mayadeen, Tahrir al-Sham y Saraya Ahl al-Sham se enfrentaron con el Estado Islámico de Irak y el Levante en las montañas Qalamoun cerca de Arsal, frontera libanesa con Siria. Murieron 33 combatientes de ambos bandos. El 29 de mayo Tahrir al-Sham arrestó al activista de la oposición y comandante del ELS Abdul Baset al-Sarout tras acusarlo de participar en una protesta contra HTS en Maarat al-Numan.

##### Junio-agosto
El 2 de junio del 2017 desertores de la Brigada de Comandos del Islam de la Brigada del Norte supuestamente se unieron a Tahrir al-Sham, aunque el Capitán Kuja, líder de la unidad, declaró que todavía es parte de la Brigada del Norte.
Del 18 al 23 de julio, HTS lanzó una serie de ataques contra las posiciones de Ahrar al-Sham, que fueron rápidamente abandonadas. El 20 de julio de 2017, el Movimiento Nour al-Din al-Zenki dirigido por Sheikh Tawfiq Shahabuddin anunció su retirada de Tahrir al-Sham en medio de conflicto generalizado entre HTS y Ahrar al-Sham, y se convirtió en un grupo islamista independiente. El 23 de julio de 2017, Tahrir al-Sham expulsó a los restos de Ahrar al-Sham de Idlib y capturó toda la ciudad así como el 60 % de la gobernación de Idlib. HTS era ahora el grupo armado dominante en el noroeste de Siria, controlado por la oposición.
No fue hasta el 18 de agosto Tahrir al-Sham capturó a 8 combatientes rebeldes de la ciudad de Madaya después de acusarlos de querer regresar a Madaya durante un acuerdo de alto el fuego.

##### Ataques en principios de 2017
Atacantes de Tahrir al Sham tuvieron como objetivo las instalaciones de inteligencia militar en Homs, matando a decenas de miembros de las fuerzas de seguridad, incluido el jefe de la seguridad militar en Homs. Fotos de las atacantes fueron publicadas en Twitter.. Uno de los atacantes era un nativo de Khan Shaykhun llamado Abu Hurayra (Safi Qatini), según fuentes de las redes sociales. El jefe de la rama de Seguridad del Estado y el jefe de la rama de seguridad militar murieron en el ataque, según fuentes de las redes sociales. Hassan Daaboul estuvo entre los 40 asesinados por Hayyat Tahrir al-Sham. La explosión mató a Ibrahim Darwish, general de brigada y jefe de la rama de seguridad del estado. El reportero sirio Moussa al-Omar publicó fotos de oficiales y soldados que fueron asesinados. The War Center Media dio una cifra de seis atacantes suicidas y un número de muertos de treinta. El número de muertos fue de veinte por Moussa cuando publicó una ruptura.  El número de muertos fue de treinta y cinco el 24 de febrero según Moussa. Los heridos eran cincuenta y cuatro y los muertos cuarenta y siete el 25 de febrero según Moussa. 
Abu Yusuf al-Muhajir, un portavoz militar de Tahrir al-Sham fue entrevistado por Human Voice sobre los atentados. Se dieron a conocer veintiséis nombres. El jeque Samir bin Ali Ka'aka Abu Abdurrahman de Ghouta Oriental sugirió que el ataque fue llevado a cabo por iraníes en una disputa entre rusos e iraníes. Los opositores sirios con sede en Ginebra afirmaron que el ataque de Homs fue llevado a cabo por el gobierno. El ataque tuvo lugar al mismo tiempo que el comienzo de las conversaciones de los Cuatro de Ginebra. El ataque fue elogiado por el líder de la Brigada Liwa Omar al-Farouq en Ahrar Al-Sham, Abu Abdul Malik (Mahmoud Nemah). El ataque fue mencionado en un artículo en la publicación Al-Masra por Al Qaeda en la península arábiga. El líder del HTS, Abu Mohammed al-Julani, mencionó el ataque de Homs y afirmó que era un mensaje para que los "políticos derrotistas" "se hicieran a un lado". Se ha discutido que la redada resultó en la muerte de Ibrahim Darwish. Tariq Abdelhaleem posteo un tuit sobre el ataque de Homs por parte de Tahrir al-Sham.
El 11 de marzo del mismo año Tahrir al-Sham llevó a cabo un doble ataque con bomba en el área de Bab al-Saghir de la ciudad Vieja de Damasco, matando a 76 e hiriendo a 120. El número de muertos incluyó a 43 peregrinos iraquíes. Los ataques se produjeron en un santuario frecuentado por peregrinos chiitas y milicianos. 
Fueron descritos en una declaración atribuida a Tahrir al-Sham como objetivos de las milicias apoyadas por Irán y combatientes pro-Assad.

### Rama de Al-Qaeda
A pesar de la fusión, Tahrir ash-Sham funciona efectivamente como la rama siria de la organización Al-Qaeda en un nivel encubierto. Algunos analistas reportaron que el objetivo de formar Tahrir ash-Sham era unir a todos los grupos con la ideología extrema de Al-Qaeda bajo una misma bandera y obtener tantas armas como fuera posible. También informaron de que muchos de los excombatientes de Jabhat Fateh ash-Sham todavía rendían pleitesía a Al Qaeda y mantenían una influencia creciente sobre el nuevo grupo. También se informó de que a pesar de la reciente formación de Tahrir al-Sham, el nuevo grupo mantuvo secretamente un vínculo fundamental con Al Qaeda y que muchas de las personalidades más importantes del grupo, en particular Abu Jaber, mantenían opiniones extremadamente extremas. Tahrir ash-Sham comparte el objetivo del Frente an-Nusra de convertir a Siria en un emirato islámico dirigido por Al-Qaeda.

## Atentados suicidas
Para Hayat Tahrir al-Sham, los campos de desplazados constituyen lugares de reclutamiento donde el grupo puede explotar la miseria de poblaciones frágiles. Los yihadistas reclutaron a miles de adolescentes para utilizarlos en la batalla de agosto de 2016 por Ramouseh, que permitió una brecha temporal en el asedio de Alepo. La batalla pretendía aumentar el prestigio del HTS. La organización necesita ahora reponer constantemente su suministro de kamikazes, una de sus mejores bazas en la guerra. Aunque despiertan la admiración de otros líderes yihadistas, los atentados suicidas también les asustan porque saben que no son inmunes. HTS puede contar con el Partido Islámico del Turquestán (TIP), un fuerte aliado de HTS. El TIP cuenta con varios miles de combatientes uigures originarios de Xinjiang (China), para suministrar un gran número de terroristas suicidas adoctrinados en sus campos de entrenamiento para niños cerca de Jisr al-Shughour.

## Comienzo del declive, el liderazgo pasa de Abu Jaber (finales de 2017-2018)
De septiembre a noviembre de 2017, hubo una serie de asesinatos de líderes del HTS, en particular de clérigos extranjeros asociados con los elementos de línea más dura, como Abu Talha al-Ordini, Abu Abdulrahman al-Mohajer, Abu Sulaiman al-Maghribi, Abu Yahya al-Tunisi, Suraqa al- Maki y Abu Mohammad al-Sharii, así como algunos líderes militares locales, incluidos Abu Elias al-Baniasi, Mustafa al-Zahri, Saied Nasrallah y Hassan Bakour. Se especuló que los asesinatos fueron llevados a cabo por perpetradores pro-turcos, dada la hostilidad entre Turquía y HTS en Idlib, o por partidarios del intento de Johani de alejar a la organización de las posiciones salafistas y yihadistas de línea dura. También hubo deserciones de alto perfil de HTS en el mismo período, incluyendo Abdullah al-Muhaysini y Muslah al-Alyani. En diciembre, HTS arrestó a varios destacados activistas yihadistas, exmiembros de al-Nusra que se mantuvieron leales a al-Qaeda y rechazaron el giro de HTS de las posiciones salafistas y yihadistas. La medida se interpretó como un intento de restablecerse como un grupo pan-suní más pragmático, con una estructura más civil. El líder de Al-Qaeda Ayman al-Zawahiri denunció este giro.

HTS anunció la renuncia de Abu Jaber como líder del grupo el 1 de octubre de 2017. Fue sucedido por el fundador del Frente Nusra Abu-Muhammad al-Julani, quien ya había sido el comandante militar de facto. El 1 de octubre, los Ibn Taymiyya batallones con base en la ciudad de Darat Izza desertaron de Tahrir al-Sham.
De septiembre a noviembre de 2017, ubo una serie de asesinatos de líderes del HTS, en particular de clérigos extranjeros asociados con los elementos de línea más dura, como Abu Talha al-Ordini, Abu Abdulrahman al-Mohajer, Abu Sulaiman al-Maghribi, Abu Yahya al-Tunisi, Suraqa al- Maki y Abu Mohammad al-Sharii, así como algunos líderes militares locales, incluidos Abu Elias al-Baniasi, Mustafa al-Zahri, Saied Nasrallah y Hassan Bakour. Se especuló que los asesinatos fueron llevados a cabo por perpetradores pro-turcos, dada la hostilidad entre Turquía y HTS en Idlib, o por partidarios del intento de Johani de alejar a la organización de las posiciones salafistas y yihadistas de línea dura. También hubo deserciones de alto perfil de HTS en el mismo período, incluyendo Abdullah al-Muhaysini y Muslah al-Alyani. En diciembre, HTS arrestó a varios destacados activistas yihadistas, exmiembros de al-Nusra que se mantuvieron leales a al-Qaeda y rechazaron el giro de HTS de las posiciones salafistas y yihadistas. La medida se interpretó como un intento de restablecerse como un grupo pan-suní más pragmático, con una estructura más civil. El líder de Al-Qaeda Ayman al-Zawahiri denunció este giro.

HTS anunció la renuncia de Abu Jaber como líder del grupo el 1 de octubre de 2017. Fue sucedido por el fundador del Frente Nusra Abu-Muhammad al-Julani, quien ya había sido el comandante militar de facto. El 1 de octubre, los Ibn Taymiyya batallones con base en la ciudad de Darat Izza desertaron de Tahrir al-Sham. En noviembre de 2017, estallaron violentos enfrentamientos entre el Movimiento Nour al-Din al-Zenki y Tahrir al-Sham en el norte de Idlib y el oeste de Alepo, principalmente en el área entre Atme y Khan al-Asal.
A principios de 2018, hubo informes de que HTS se había debilitado significativamente y ahora tenía "una pequeña presencia en Ghouta oriental y una influencia decreciente en Idlib, el norte de Hama y las provincias occidentales de Alepo", con solo 250 hombres en Ghouta oriental y un total de 12.000 combatientes. En febrero de 2018 Tahrir al-Sham fue acusado de matar a Fayez al-Madani, un delegado de la oposición encargado de las negociaciones con el gobierno sobre la entrega de electricidad en el norte de la Gobernación de Homs, en la ciudad de al-Rastan. Cientos de personas, incluidos combatientes de la Brigada Hombres de Dios, parte del grupo Movimiento de Liberación Nacional del Ejército Sirio Libre, procedió a manifestarse contra HTS en la ciudad el 13 de febrero. En respuesta, HTS se retiró de Rastan y entregó su sede en la ciudad a la Brigada de Hombres de Dios. En febrero de 2018 se formó una facción disidente de exmiembros de HTS, llamada Organización Guardianes de la Religión.

HTS quedó excluido del acuerdo de alto el fuego del 24 de febrero en Ghouta Oriental. A fines de febrero, un grupo de facciones armadas, incluidas Failaq al-Rahman y Jaysh al-Islam, escribieron a la ONU declarando que estaban listas para "evacuar" a los combatientes restantes del HTS de Guta Oriental dentro de 15 días. Al mismo tiempo, en la gobernación de Idlib, Ahrar al-Sham, Nour al-Din al-Zinki y Soqour al-Sham entraron en conflicto con HTS, tomando un territorio significativo.
A fines de 2017 y principios de 2018, cooperó con Turquía en Idlib, lo que provocó una profundización de las tensiones entre los líderes más pragmáticos y los elementos de línea más dura (especialmente los combatientes extranjeros) hostiles a trabajar con Turquía. Algunos de estos últimos se separaron en febrero de 2018 para formar Huras al-Din. El liderazgo de HTS también tomó medidas enérgicas contra las células escindidas restantes de ISIS activas en Idlib. En agosto, cuando HTS entró en negociaciones (sin éxito) con Rusia y Turquía, se estimó que HTS tenía alrededor de 3.000 a 4.000 combatientes extranjeros, incluidos árabes no sirios, de un total de 16,000 combatientes de HTS. El 31 de agosto, Turquía declaró a HTS una organización terrorista.

### 2019

##### Avivamiento y victoria en Idlib
En enero de 2019 HTS pudo apoderarse de docenas de aldeas de los rivales y, posteriormente, llegó a un acuerdo en el que la administración civil sería dirigida por HTS en toda la gobernación de Idlib controlada por los rebeldes.
A raíz del quinto conflicto entre rebeldes de Idlib, HTS obtuvo el control de casi toda la bolsa de Idlib tras derrotar al Frente Nacional para la Liberación respaldado por Turquía. Después de su victoria, HTS violó inmediatamente el alto el fuego negociado por Turquía y Rusia colocando unidades de combate en la zona desmilitarizada a lo largo de la frontera entre Idlib y el gobierno sirio, y atacó campamentos cercanos del Ejército sirio (SAA). En respuesta a estos ataques, el presidente sirio Bashar al-Assad aumentó el número de tropas guarnecidas cerca de Idlib. En 2019, el subsecretario adjunto de Defensa de EE. UU. Michael Mulroy declaró que “Idlib es esencialmente la colección más grande de afiliados de Al Qaeda en el mundo”. Del 10 a 11 de julio, 57 combatientes progubernamentales murieron cuando los militantes de HTS atacaron sus posiciones cerca de la aldea fortificada de Hamamiyat. También murieron 44 miembros de HTS.
La guerra civil siria quedó prácticamente congelada en marzo de 2020 gracias al acuerdo de alto el fuego patrocinado por los presidentes de Rusia, Vladímir Putin, y de Turquía, Recep Erdoğan.

### 2020-2022

##### Acercamiento a Turquía
HTS defendió con éxito Idlib entre las ofensivas gubernamentales de 2019 y 2020. Durante este período, HTS consolidó su alianza en materia de seguridad con el ejército turco contra el régimen de Asad. La oposición y los grupos islamistas liderados por HTS sufrieron graves pérdidas como consecuencia de la operación Amanecer de Idlib 2, lanzada bajo el liderazgo del régimen de Asad entre diciembre de 2019 y marzo de 2020. Muchas ciudades y pueblos del enclave de Idlib quedaron bajo el control de las fuerzas del régimen. Español Durante este tiempo, Turquía protestaba por el asedio de los puntos de observación militar turcos desplegados según el acuerdo de Astaná por las fuerzas del régimen y quería que Assad detuviera su ataque en la región de Idlib. Después de que 34 soldados turcos perdieran la vida en el  ataque de Balyut llevado a cabo por las tropas de Asad, Turquía lanzó la Operación Escudo de Primavera. Como resultado del contraataque turco, las fuerzas del régimen y sus partidarios sufrieron grandes pérdidas. La contraofensiva de Turquía detiene el avance de las fuerzas del régimen sobre Idlib. Aprovechando esta oportunidad, la oposición, liderada por HTS, lanzó un contraataque. Esta cooperación con Turquía evitó que HTS y otros grupos de la oposición perdieran Idlib y fueran deportados a la frontera turca.
El 1 de marzo de 2021 se reportó que HTS entabló combates con la filial de al-Qaeda, Organización Guardianes de la Religión en Idlib. Desde 2021, HTS ha comenzado a implementar diversos proyectos de reconstrucción en las zonas bajo su control, centrándose en el establecimiento de instituciones civiles en los territorios controlados por la oposición. Estos incluyeron el proyecto de la Ciudad Industrial del Bab al-Hawa y la reapertura del paso fronterizo de al-Ghazawiya para conectar con los territorios controlados por el Gobierno Provisional Sirio.
Tras lograr la estabilidad en Idlib en 2021, HTS lanzó la política de repatriar las propiedades confiscadas a las minorías en el noroeste de Siria. Esto también incluyó la reconstrucción de las iglesias destruidas en Idlib. Desde entonces, los comandantes de HTS y los funcionarios del SSG han iniciado reuniones periódicas para interactuar con sacerdotes y representantes de la comunidad cristiana en Siria en Idlib.
El Washington Post informó en enero de 2022 que el grupo intentaba convencer a los sirios y al mundo de que ya no es tan radical y represivo como antes, expresando su retórica sobre la lucha contra el extremismo y centrando su atención en la prestación de servicios a los refugiados y residentes de la provincia de Idlib a través del Gobierno de Salvación. El 7 de enero, Abu Muhammad al-Joulani anunció la inauguración de la carretera internacional Alepo-Bab al-Hawa, presentando el evento como parte de "un plan integral... para lograr el desarrollo y el progreso de la región".

Situación militar antes de las ofensivas de la oposición a finales de 2024.
Territorios en manos de Tahrir al-Sham (blanco) y el gobierno de Assad (rojo).

En agosto de 2022, el ideólogo de HTS, Abu Maria al-Qahtani, emitió un comunicado exigiendo la disolución de Al Qaeda e instó a todas las filiales de Al Qaeda a cortar vínculos con la organización. En 2022, HTS tomó una cantidad significativa de territorio y varios asentamientos clave durante los Enfrentamientos en Alepo de octubre de 2022.
En octubre de 2022, HTS lanzó una ofensiva en la ciudad de Afrin, cerca de la frontera turca, contra los grupos Frente del Levante y Jaysh al-Islam.

### 2023
En 2023, se informó que las hostilidades occidentales hacia HTS habían disminuido, pero aún estaban marcadas por la rivalidad mutua, debido al conflicto con los intereses estadounidenses en la región. El Departamento de Estado de los Estados Unidos alegó en 2023 que el grupo obstruyó las iniciativas humanitarias en Idlib mediante protocolos de licencias y registro, así como mediante la imposición de impuestos y tasas a las ONG occidentales y regulaciones sobre la distribución de la ayuda y la selección de beneficiarios. En un discurso ante la conferencia revolucionaria del Gobierno de Salvación Sirio en mayo de 2023, Joulani anunció intenciones de transformar el mapa estratégico del conflicto. Al afirmar que Tahrir al-Sham ha logrado una notable preparación militar, Joulani afirmó que "Alepo es la puerta a Damasco y estará bajo la mira durante uno o dos años". En mayo de 2023, HTS y SDF anunciaron propuestas separadas para albergar a millones de refugiados sirios varados en los países vecinos, tras el restablecimiento del gobierno de Asad por parte de la Liga Árabe.
En junio de 2023, HTS y las Fuerzas Democráticas Sirias iniciaron conversaciones diplomáticas formales, concluyendo un acuerdo para iniciar el intercambio de suministros de combustible entre la Administración Autónoma del Norte y Este de Siria (Rojava) y la Gobernación de Idlib. Las reuniones se celebraron en un contexto de crecientes tensiones entre Turquía y las Fuerzas Democráticas Sirias (FDS), y la intención de estas últimas de desplegar el HTS para frenar la creciente influencia turca en el norte de Siria. Por su parte, el HTS propuso esfuerzos conjuntos de lucha contra el terrorismo junto con las SDF. Además de la cooperación económica, las conversaciones también incluyeron negociaciones sobre acuerdos políticos, como la posibilidad de una administración civil conjunta del HTS y las FDS en caso de que las fuerzas del Ejército Nacional Sirio (ENS) fueran expulsadas del noroeste de Siria.

### 2024

Ofensiva de la oposición siria de 2024, que terminarían derrocando el gobierno de Assad once días de haber iniciado

En noviembre, el HTS lanzó la Ofensiva del noroeste de Alepo, a la que denominó Operación "Disuasión de la agresión", y según se informa, capturó 11 ciudades y pueblos en la gobernación de Alepo occidental, y capturó la capital de la gobernación homónima, Alepo, cuatro días después del inicio de la ofensiva. Para el 4 de diciembre, HTS había capturado la mayor parte de la provincia de Alepo y la provincia de Idlib y comenzó a avanzar sobre Hama.
Según Abu Hassan al-Hamawi, comandante del ala militar de HTS, la ofensiva fue el resultado de un año de planificación estratégica y coordinación entre grupos de la oposición.  Antes de la operación, HTS había desarrollado capacidades militares mejoradas, estableciendo una unidad dedicada a drones y produciendo armas autóctonas. El grupo desplegó su nuevo dron suicida "Shahin" (Halcón en árabe) contra las fuerzas del régimen por primera vez durante la ofensiva. HTS también facilitó la creación de una sala de operaciones unificada en el sur de Siria, sincronizando las acciones militares con aproximadamente 25 grupos rebeldes para rodear Damasco desde múltiples frentes.
El 5 de diciembre, combatientes del HTS capturaron la ciudad de Hama después de dos días de combates en las aldeas vecinas. El grupo dijo que avanzaría sobre Homs (a 40 km de Hama). Al día siguiente, un comandante rebelde y medios prorrebeldes informaron que las fuerzas de Tahir al-Sham continuaban avanzando sobre Homs, llegando, según informes, a entre 10 y 5 km al norte de la ciudad.
El 7-8 de diciembre, la ciudad de Damasco cayó en manos de los rebeldes de diferentes facciones incluyendo HTS, la Sala de Operaciones del Sur y el Ejército Libre Sirio, respaldado por Estados Unidos, y Assad huyó a Rusia. El 30 de diciembre, el líder de HTS y líder de facto de Siria Ahmed al-Charaa anunció que la organización se disolvería entre el 4 y el 5 de enero de 2025, Sin embargo, esta fecha límite anunciada para la disolución formal se pospuso hasta que el proceso finalizó el 29 de enero.
En paralelo a sus victorias contra las tropas del gobierno sirio, HTS trató de mejorar su imagen internacional para que los países occidentales lo quiten de sus listas de organizaciones terroristas y así poder gobernar algún día en Damasco. En paralelo fue objeto de lo que se ha denominado "un proceso de blanqueamiento sin precedentes" por parte de la prensa occidental.Entre otros ejemplos, el diario británico The Telegraph calificó a Al Jolani de "líder yihadista moderado"  y a HTS de "yihadistas amigos de la diversidad".El Financial Times llamó a Al Jolani un "pragmático con urbanidad" (urbane pragmatist)  y pintó a HTS como una fuerza militar disciplinada, de alta sofisticación técnica y que buscaba inspiración en las "doctrinas militares occidentales". En una entrevista concedida a la CNN estadounidense, Al Jolani negó haber atacado nunca a civiles y afirmó que los cristianos y otras minorías religiosas y étnicas no tendrían nada que temer de su futuro gobierno.

## Ideología
Abu Jaber Sheikh, destacado erudito y jefe del Consejo Shura de Tahrir al-Sham, fue arrestado varias veces por el régimen baazista, que lo acusó de tener creencias yihadistas salafistas. Fue encarcelado en la prisión de Sednaya en 2005 y liberado en 2011 junto con varios prisioneros yihadistas que posteriormente formaron grupos rebeldes salafistas durante la guerra civil siria. Shaykh aboga por la "Yihad Popular", un enfoque de base que se centra en ganar el apoyo popular antes de establecer un gobierno islámico, en contraste con la "Yihad de Élite" de ISIS, que se basa en una vanguardia que lidera desde arriba. Aymenn Jawad Al-Tamimi, del Combating Terrorism Center, afirmó en febrero de 2017 que, a pesar de las declaraciones públicas de los líderes y partidarios de Tahrir al-Sham, el grupo (en ese momento) estaba esencialmente alineado con al-Qaeda.
El 18 de junio de 2019, HTS emitió un comunicado ofreciendo sus condolencias al expresidente de Egipto, Mohamed Morsi por su muerte bajo custodia egipcia. En una entrevista concedida al documentalista de Frontline , Martin Smith, Abu Mohammad al-Julani declaró sobre las doctrinas religiosas y los objetivos políticos de Tahrir al-Sham:
Limitando la descripción del HTS a ser únicamente un salafista o yihadista, creo que requiere un largo debate. Y no quiero comentarlo ahora, porque requeriría mucha investigación y estudio. Hoy intentamos hablar del Islam en su verdadero concepto: el Islam que busca difundir la justicia y aspira a la construcción y al progreso, a proteger a las mujeres y preservar sus derechos, así como a la educación. Si aceptamos que existe un gobierno islámico en las zonas liberadas, decimos que, por la gracia de Alá, hay universidades llenas de estudiantes, dos tercios de los cuales son mujeres. Hay entre 450,000 y 500,000 estudiantes matriculados en las escuelas. Hay hospitales en pleno funcionamiento en las zonas liberadas, y hay personas trabajando para construir ciudades y pavimentar carreteras. Otros intentan establecer un sistema económico para que la gente viva en seguridad y paz. Y existe un sistema judicial que busca devolver a la gente sus derechos y no solo castigar a los malhechores, como algunos pensarían al escuchar que se trata de un grupo islámico o salafista.
Con un firme apoyo a las cuatro escuelas de jurisprudencia sunitas tradicionales (madhahib), el HTS ha promovido e impuesto la escuela Shafi'i en los territorios bajo su control, lo que le ha valido el apoyo popular y la influencia de la población mayoritaria shafií de Idlib. Un objetivo de la promoción e implementación del sistema de Madhab por parte de HTS ha sido fomentar la institucionalización de la gobernanza en el marco de la jurisprudencia islámica tradicional.
El académico Abu Abdullah al-Shami, jefe del consejo religioso de HTS, ha declarado que "confiar en las escuelas de jurisprudencia" es un camino para "acercarse a la gente". Según Bassam Sihiouni, influyente miembro del Alto Consejo de la Fatwa: 
"Las escuelas de jurisprudencia se encuentran entre las formas más seguras de preservar una orientación intelectual correcta e inventiva al aplicar las leyes, la ética y la moral del Islam. Por el contrario, abandonar estas escuelas resultaría en un declive de la jurisprudencia basada en un pensamiento justo y recto."
Ines Barnard y Charlie Winter han descrito a HTS como el "grupo islamista más complejo y sofisticado" de Siria, que integra la movilización del apoyo popular y las operaciones militares a través de sus redes de comunicación estratégica. HTS también ha expresado su apoyo al derecho de los palestinos a reclamar sus tierras. En 2024, la BBC informó que el objetivo de HTS desde su ruptura con Al Qaeda se ha limitado a intentar establecer un Estado Islámico en Siria, en lugar de un califato más amplio. El informe afirmó que el mensaje de HTS tras la caída del régimen de Asad era de "inclusividad y rechazo a la violencia o la venganza". 
Según el ministro de Asuntos Exteriores iraní, Abbas Araghchi, HTS ofreció garantías para proteger los lugares religiosos chiitas en Siria antes de la caída del régimen de Asad.

### Gobernanza
A pesar de ser una organización política conservadora, HTS no era socialmente draconiana ni extremista en su interpretación del gobierno islámico. A diferencia de organizaciones como los talibanes de línea más dura o el Estado Islámico, HTS no impuso los aspectos e interpretaciones más severas de la sharia a la población de las regiones que gobernaba. La tributación en las zonas controladas por HTS se redujo al mínimo debido a los altos niveles de pobreza y al temor de antagonizar a la población local con su gobierno. La organización, en general, evitaba interferir en la vida de las mujeres. No obligaba al uso del hiyab ni desalentaba el acceso de las mujeres a la educación. En 2020, la organización permitió la formación de una policía religiosa voluntaria, pero la desmanteló a los pocos meses, alegando que el concepto no tenía cabida en un estado moderno. La organización respondió rápidamente a la presión de la población local para cambiar el rumbo de sus políticas o discursos y evitar así la reacción pública. El enfoque generalmente indulgente adoptado por HTS fue el resultado de años de reestructuración interna que dejaron al grupo con un liderazgo indiscutible que había adoptado una perspectiva pragmática.
HTS se abstuvo en gran medida de controlar sectores gubernamentales como la educación y la salud. Tras consolidar el control administrativo en Idlib, la organización permitió que la Dirección de Educación preexistente continuara sus operaciones. Los planes de estudio adoptados en las escuelas bajo el control de HTS combinan libros de texto de UNICEF y del gobierno sirio (omitiendo la glorificación del Partido Baaz y la familia Al-Assad). Los planes de estudio de Tahrir al-Sham enseñan la escuela Shafi'i, la madhab predominante en Siria, y enfatizan la importancia de las cuatro madhab tradicionales para garantizar la unidad musulmana. En teología, Tahrir al-Sham sigue oficialmente la escuela Athari, permitiendo también la beca Ashari en institutos educativos y cooperando con mezquitas dirigidas por imanes Ashari. A medida que consolidaba su poder, también redujo su política de vigilancia moral, argumentando que dichas funciones eran responsabilidad de los ministerios competentes del Gobierno de Salvación Sirio (SSG).
 

Al comentar sobre los cambios desde 2020, una activista islamista que lucha por los derechos de las mujeres declaró: 
La presión sobre el comportamiento individual disminuyó con la creación de HTS. Antes, habría sido inconcebible imaginar que las mujeres pudieran hablar de política de esta manera. La presión para usar el velo integral (niqab) también ha disminuido... esta situación es nueva. Todas las mujeres usaron el velo integral después de la liberación de Idlib. La transformación actual exaspera a los religiosos de línea dura, pero no se puede ejercer más presión sobre la sociedad, ya que podría descontrolarse.

##### Protección a minorías
El HTS, integrado principalmente por Jabhat al Nusra (JAN), ha considerado durante años, desde su creación, a los no musulmanes como ciudadanos de segunda clase que debían ser tolerados. Sin embargo, tras un cambio de imagen público después de 2016, HTS se distanció públicamente de algunas de sus posturas intransigentes anteriores. Durante varios años, HTS trabajó para mejorar significativamente las relaciones con los grupos minoritarios bajo su control, como las comunidades siria cristiana y drusa de Idlib, en particular devolviendo propiedades robadas durante la guerra civil y permitiendo a los cristianos de sus territorios reabrir iglesias.
Tras la caída del régimen de Asad, el comandante militar de HTS, Murhaf Abu Qasra, Abu Hassan al-Hamawi, se reunió con líderes alauitas en Latakia para garantizar que el grupo minoritario no sufriría represalias, y señaló el trato que el grupo dio a los cristianos en Alepo como prueba de su compromiso con la protección de las minorías. El grupo también anunció una amnistía general para los soldados del antiguo régimen, con excepción de quienes cometieron crímenes de guerra o participaron en torturas.
En junio de 2022, el líder del HTS, Abu Mohammad al-Julani, se reunió con una delegación de líderes drusos e inauguró un proyecto que facilitaba el suministro de agua a las aldeas de mayoría drusa en Jabal al-Summaq. En el evento, al-Julani aseguró a los líderes drusos su compromiso con la mejora de las condiciones económicas de la región y la ampliación de los servicios públicos del Gobierno de Salvación Sirio. Varios observadores sirios consideraron el evento como parte de un programa de divulgación pública de HTS con residentes drusos locales.
En 2022, Tahrir al-Sham permitió la reapertura de iglesias en Idlib, lo que permitió a los residentes cristianos celebrar la misa. Tras una reunión con miembros del clero cristiano y activistas civiles, al-Julani anunció su política para proteger la participación cristiana en sus ritos y celebraciones religiosas. También prometió la restitución de las propiedades injustamente confiscadas a ciudadanos cristianos. Hurras al-Din, aliado de Al Qaeda, condenó la medida y acusó al Gobierno de Salvación de transformar Idlib en una ciudad "menos musulmana". En respuesta, los líderes de Tahrir al-Sham sostuvieron que la sharia (ley islámica) salvaguardaba los derechos de los ciudadanos no musulmanes (dhimmi o musta'min) a observar y enseñar sus ritos religiosos dentro de sus comunidades, argumentando la necesidad de tolerancia y relaciones pacíficas entre las comunidades religiosas que viven en un gobierno islámico.
Hanna Celluf, arcipreste de una iglesia milenaria en Al-Quniyah y miembro de la Orden Franciscana, declaró que los residentes de Idlib han tenido libertad para practicar sus ritos religiosos y expresó su orgullo por servir a los cristianos de Idlib.
En diciembre de 2024, tras el rápido derrocamiento de Assad, el portavoz del grupo, Hassan Abdel Ghani, declaró que todas las religiones serían libres en el nuevo estado sirio ahora que la "tiranía había desaparecido para siempre".

## Estructura
Los grupos en cursiva eran desertores de Ahrar al-Sham que se fueron para unirse a Jabhat Fateh al-Sham en los últimos días de su existencia, o se unieron a su grupo sucesor, Tahrir al-Sham.
Tras la caída del régimen de Asad, la cúpula del HTS anunció planes para incorporar diversas milicias en un ejército nacional unificado bajo el Ministerio de Defensa, a la vez que se comprometió a excluir a los grupos yihadistas centrados en atacar objetivos occidentales (como el ISIS). El comandante militar Abu Hassan al-Hamawi declaró que la fuerza unificada tendría la tarea de proteger a la nación en nombre de todos los sirios.
- Jabhat Fateh al-Sham
  -  Jaish al-Muyahidín wal-Ansar[203]
    - Unión de la Jihad Islámica de Siria(ex-Ansar Jihad)[204]

  -  Grupo Jorasán
  -  Suqour al-Ezz
  -  Xhemati Alban[205]
  -  Katibat al-Tawhid wal-Jihad[206]
  -  Katibat Jabal al-Islam[207]
  - Ejército de Mohammed
  - Jamaat al-Murabitin[208]
  - Seguidores de la Yihad[209]
  - Brigada al-Ikhlas
  - Brigada Mutah
  - Brigada Ibn al-Qayyim
  - Brigada Islámica al-Qaqa[210]
- Liwa al-Haqq [13]
- Jaysh al-Sunna (Idlib y Alepo)[13]
- Harakat Sham al-Islam
- Ajnad al-Sham (se fue en junio de 2017 para unirse   Ahrar al-Sham, se reincorporó a HTS en noviembre de 2017)[211]
- División Mujahidin Ghuroba
- Batallón de los Leones de Montaña[212]
- Batallón de Caballeros del Califato[213]
- Frente de los Mártires del Islam[214]
- Batallón Tawhid[215]
- Batallón Mártir Ibrahim Qabbani'[216]
- Katibat Bayt al-Maqdis[217]
- Katibat al-Shahid Abu Usid[218]
- Katibat Ashbal al-Sunnah[219]
- Kata'ib al-Sayf al-Umri[220]
- Jabhat al-Sadiqin[221]
- Liwa Ahl al-Sham[222]
- Batallón del Relampago[223]
- Katibat al-Siddiq[224]
- Batall+on Abu Talhah al-Ansari[225]
- 1er Regimiento (Idlib)[226]
- Brigada de Fuerzas Especiales[227]
  - Unidad Ighimasi unit[228][227]
- Batallón Abu Amara Battalions (unidad principal)[97][96]
- Brigada Ani al-Nasr Brigade[97][96]
- Brigada Hani al-Nasr[229]
- Jaysh Usrah[230]
- Ejército de Umar Ibn Jattab[231]
  - Ejército de Alepo
  - Ejército de Ghouta Oriental
- Ejército de Abu Bakr as-Sadiq
  - Ejército de Idlib
  - Ejército de Al-Badia
  - Ejército de Hama
    - Brigada Abdullah Azzam
    - Brigada Usud al-Harb
    - Brigada Ahl al-Bayt
    - Brigada Al-Majd
    - Batallón de Artillería e Infantería de la Brigada Leones del Islam (remanentes de Junud al-Sham)
- Ejército de Uthman Ibn Affan
  - Ejército de Al-Sham
  - Ejército de Al-Hudud
  - Ejército de Al-Sahi
  - Brigadas Al-Quds
  - Brigada Gloria del Islam
  - Movimiento Islámico Al-Nur
- Movimiento Banderas del Islam
- Ejército de la Llanura de Al-Ghab
- Ejército de Abu Bakr al-Siddiq
- Ejército de Montaña
- Ejército de Omar bin al-Khattab
- Ejército de Othman bin Affan
- Batallón de la Ciudad de Alepo[232]
- Jaysh al-Badia (ambos abandonaron el grupo en febrero de 2018 para unirse a Organización Guardianes de la Religión y se reincorporaron a HTS alrededor de diciembre de 2024)[233]
- Jaysh al-Malahim (ambos abandonaron el grupo en febrero de 2018 para unirse a Hurras al-Din y se reincorporaron a HTS alrededor de diciembre de 2024)[233]

|}

### Liderazgo
Desde octubre de 2017 hasta el 29 de enero de 2025, el "comandante general" o emir de Tahrir al-Sham fue Abu Mohammad al-Julani, quien también fue el "comandante militar" de Tahrir al-Sham y el emir de Jabhat Fateh al-Sham, quien también dirigió a su organización predecesora del frente Al-Nusra, la rama siria de Al-Qaeda hasta 2016. Posteriormente, abandonaría su nombre de guerra y sería conocido por su nombre de nacimiento, Ahmed al-Charaa.
Anteriormente, el comandante general de Tahrir al-Sham era Hashim al-Shaykh, también conocido como Abu Jaber, quien fue líder de Ahrar al-Sham entre septiembre de 2014 y septiembre de 2015.
El 1 de octubre de 2017, Abu Jaber dimitió de su cargo como líder general de Tahrir al-Sham y fue sustituido por Abu Mohammad al-Julani. Abu Jaber asumió otro cargo como jefe del consejo de la Shura de HTS.
Las personas en cursiva eran desertores de Ahrar al-Sham, que se unieron a Jabhat Fateh al-Sham en sus últimos días de existencia o se unieron directamente a Tahrir al-Sham.
- Abu Jaber Sheikh (emir, hasta octubre de 2017)[13]
- Ahmed al-Charaa (Comandante militar general, posteriormente emir, hasta el 29 de enero de 2025)
- Abu Hassan al-Hamawi (comandante del ala militar, 2019–2025)[169]
- Abu Khayr al-Masri † (senior leader)[237]
- Abu Maria al-Qahtani † (senior leader)
- Abu Ahmed Zakour (financiador general, dejó el grupo en 2023)
- Abu Salih Tahan (military commander)[238]
- Abu Badr al-Hijazi (comandante militar)[229]
- Abu Abdel Ghani al-Hamawi (administrador)
- Abu Mohammad al-Shari †[239]
- Abu Taher al-Hamawi (sheikh)[229]

|}

### Grupos escindidos
- Movimiento Nour al-Din al-Zenki
- Jaysh al-Ahrar[240]
- Ansar al-Sham (escindido de HTS en 2018)[241]
- Batallones Ibn Taymiyya (Se unio a Ahrar al Sham)[136]
- Harakat Fajr ash-Sham al-Islamiya (se convirtio en Frente Ansar al-Din–Harakat Fajr ash-Sham al-Islamiya)[29]
  - Batallón al-Murabitin
  - Batallón Osama
  - Batallón Yemení Abu Ali
  - Batallón Abu Hilal Zitan
- Antiguos grupos del HTS que se unieron a la [[]].[242]
  - Jaysh al-Sahil
  - Saraya al-Sahil
  - Jund al-Sharia
  - Siriyatan Kabil

### Antiguos líderes
- Tawfiq Shahabuddin (jeque del Movimiento Nour al-Din al-Zenki, que abandonó HTS en julio de 2017)[243]
- Abdullah al-Muhaysini (jeque, abandonó el grupo en septiembre de 2017)[244]

## Relaciones políticas

### Al-Qaeda

#### Primeros enfrentamientos (2017–2019)
Durante su declaración de fundación, el primer emir Abu Jaber Shaykh describió al HTS como "una entidad independiente" libre de todas las relaciones y lealtades anteriores como resultado de la recién formada unión con varias milicias islámicas sirias, desvinculándose así de las anteriores facciones disueltas como el Frente Al-Nusra. Desde que se desvinculó oficialmente de Al-Qaeda en 2017, Hay'at Tahrir al-Sham ha establecido formalmente un gobierno en muchas partes del noroeste de Siria.
En noviembre de 2017, el HTS lanzó una ofensiva a gran escala contra elementos de Al-Qaeda en Idlib y arrestó a líderes prominentes de la región de Af-Pak y del Frente Al-Nusra, como Sami al-Oraydi. El emir Aymán az Zawahirí se opuso a la separación de HTS de Al-Qaeda, afirmando que era un acto de traición realizado sin su consentimiento y denunció además la represión contra los combatientes yihadistas extranjeros a través de una declaración de audio. Varios círculos y partidarios de Al-Qaeda también han condenado a Golani y lo han comparado con Abu Bakr al-Baghdadi debido a los conflictos del grupo con otros grupos rebeldes y lo han descrito como un "oportunista", además de afirmar que es un agente de potencias extranjeras.

#### Conflicto (desde 2020)
Después de alcanzar un acuerdo de alto el fuego mediado por Turquía, el HTS centró su atención en destruir las células de Al-Qaeda y los restos del Estado Islámico en Idlib. La rivalidad entre Al-Qaeda, alineado con Hurras al-Din, y Hay'at Tahrir al-Sham había comenzado a escalar violentamente ya en diciembre de 2019. En febrero de 2021, el HTS intensificó su lucha contra las células de Al-Qaeda lanzando una ofensiva a gran escala en la que muchos militares, comandantes y líderes de Hurras al-Din terminaron encarcelados. Según el académico Abbas Sharifeh, radicado en Estambul, las medidas eran parte de una estrategia del HTS para la consolidación de la gobernanza: "Golani simplemente no quiere ningún competidor en Idlib, especialmente de una corriente yihadista afiliada a Al-Qaeda". Para 2023, el HTS había eliminado a la mayoría de las redes clandestinas de Al-Qaeda y el Estado Islámico, desarmó a las milicias y estableció un control total sobre Idlib.
En 2019, el gobierno estadounidense alegó que el HTS estaba colaborando clandestinamente con la rama siria de Al-Qaeda. Algunos analistas afirman que muchas de las figuras principales del grupo, en particular Abu Jaber, tenían opiniones igualmente extremas. Sin embargo, HTS negó oficialmente ser parte de Al-Qaeda. En su entrevista de 2021 al informativo estadounidense PBS News, Abu Muhamed al-Golani argumentó que la cooperación financiera con Al-Qaeda era necesaria para luchar contra el gobierno sirio, y afirmó que "incluso en ese momento cuando estábamos con Al-Qaeda, estábamos en contra de los ataques externos". Aclarando las razones detrás de la terminación de las relaciones con Al-Qaeda, Golani dijo que «lo iniciamos nosotros mismos sin presiones de nadie».

### Ahrar al-Sham
Según Abdul Razzaq al-Mahdi, destacado erudito de Tahrir al-Sham, los grupos no se odian particularmente en el campo de batalla político o social. Sin embargo, algunos miembros creen que una guerra entre ambos sería posible, ya que la asistencia de Ahrar al-Sham a las conversaciones de Astaná la califica de facción "moderada", lo que a menudo se considera una blasfemia dentro de grupos como Tahrir al-Sham.

#### Alianza
Sin embargo, en Idlib siguen presentes grupos yihadistas internacionales pertenecientes a la red Al Qaeda que reconocen la autoridad de HTS. Uno de ellos es el Partido Islámico del Turkestán (TIP), formado en su mayoría por uigures chinos. Otros son el grupo checheno Ajnad al-Kavkaz y el grupo del Cáucaso Norte Jaish al-Muyahidín wal-Ansar.

## Designación como organización terrorista y sanciones
| País            | Fecha | Referencias     |
| --------------- | --- | --------------- |
| Estados Unidos  | 31 de mayo de 2018 | [ 254 ]         |
| Canadá          | 23 de mayo de 2018 | [ 255 ]         |
| Turquía         | 31 de agosto de 2018 | [ 256 ]         |
| Reino Unido     | Mayo de 2017 | [ 257 ] [ 258 ] |
| Rusia           | 4 de junio de 2020; la decisión entró en vigencia el 20 de julio de 2020                                                                                    | [ 259 ]         |
| Argentina       | 14 de abril de 2014 (etiquetado como un alias del Frente Al-Nusra)                                                                                          | [ 260 ]         |
| Nueva Zelanda   | 14 de abril de 2014 (etiquetado como un alias del frente Al-Nusra)                                                                                          | [ 261 ]         |
| Australia       | 9 de abril de 2022 | [ 262 ]         |
| Canadá          | 7 de noviembre de 2013 (etiquetado originalmente como Al-Nusra)                                                                                             | [ 263 ]         |
| Japón           | 14 de mayo de 2014 (etiquetado originalmente como Frente Al-Nusra)                                                                                          | [ 264 ]         |
| Indonesia       | 21 de octubre de 2024 (anteriormente etiquetado como Frente Al-Nusra desde 2016, agregado como un alias del Frente Al-Nusra desde el 21 de octubre de 2024) | [ 265 ]         |
| Naciones Unidas | | [ 266 ]         |
| Unión Europea   | Septiembre de 2020 | [ 267 ]         |

HTS fue designado como grupo terrorista por los Estados Unidos, la Unión Europea, Rusia, el Reino Unido, Canadá y algunos otros países. La embajada estadounidense en Siria, que suspendió sus operaciones en febrero de 2012, confirmó en mayo de 2017 que HTS había sido designada como organización terrorista en marzo de 2017. Un portavoz del Departamento de Estado estadounidense declaró además que se estaba llevando a cabo una revisión de los mecanismos internos de HTS para analizar el asunto con detenimiento. En mayo de 2018, el Departamento de Estado de los Estados Unidos añadió formalmente a HTS a su lista de "Organizaciones Terroristas Extranjeras" (FTO). Estados Unidos confirmó oficialmente en junio de 2023 que el líder de HTS, Abu Mohammad al-Julani, había roto vínculos con Al-Qaeda en 2016, al tiempo que sancionó a individuos conocidos por financiar a HTS. Entre ellos se encontraba Abu Ahmed Zakour, miembro de la Majlis-ash-Shura de HTS.

Canadá designó a Tahrir al-Sham como organización terrorista el 23 de mayo de 2018. En agosto de 2018, Turquía designó a Tahrir al-Sham como organización terrorista. A pesar de ello, el ejército turco ha mantenido una cooperación estratégica con HTS, considerándolos aliados en la lucha contra los remanentes de Al Qaeda y el Estado Islámico. Dado que el objetivo de Tahrir al-Sham era defender Idlib del régimen baazista y consolidar la gobernanza, se adhirió a varios acuerdos de alto el fuego negociados por Turquía. Tras el acuerdo de alto el fuego de marzo de 2020, HTS centró su atención en erradicar las milicias independientes y las facciones yihadistas de línea dura en Idlib. En pocas semanas, logró desmantelar todas las redes de Al-Qaeda y finalmente logró el control indiscutible de Idlib mediante la subyugación o la cooptación de otras facciones rebeldes.
Tras la caída del régimen de Assad durante las ofensivas de la oposición siria de 2024 encabezadas por Tahrir al-Sham, BBC News informó que el gobierno del Reino Unido podría eliminar a HTS de su lista de grupos terroristas.
Esto fue repetido por Geir Otto Pedersen, enviado especial de la ONU para Siria, quien declaró al Financial Times que las potencias internacionales deberían considerar levantar la designación. El ministro de Asuntos Exteriores turco, Hakan Fidan, declaró que HTS debería ser eliminado de la lista de organizaciones terroristas e hizo un llamamiento a los estados occidentales.
Unos días después de esta declaración, Fidan fue a Damasco y se reunió con el líder de HTS Ahmed al-Charaa. Así, Fidan se convirtió en el primer ministro de Asuntos Exteriores en visitar el gobierno de transición establecido por HTS.
El 17 de diciembre de 2024, el líder de Chechenia, Ramzán Kadírov, instó al gobierno ruso a retirar al HTS de la lista de grupos terroristas prohibidos de Moscú.
El 20 de diciembre de 2024, Estados Unidos retiró la recompensa de 10 millones de dólares que había ofrecido por el arresto de Charaa tras reuniones entre funcionarios de HTS y diplomáticos estadounidenses en Damasco.
Tras una reunión en mayo de 2025 entre el presidente de Estados Unidos, Donald Trump, y el líder de HTS, Ahmed al-Charaa, en Riad, en junio de 2025 Trump firmó una orden ejecutiva que levantaba la mayoría de las sanciones a Siria.

El 7 de julio de 2025, Estados Unidos revocó la designación de HTS como organización terrorista extranjera en la lista de Organizaciones Terroristas Extranjeras del Departamento de Estado de los Estados Unidos.

### Respuesta de HTS
En respuesta a la designación estadounidense de HTS como organización terrorista, Ahmed al-Sharaa, desmarcándose de su anterior implicación con Al-Qaeda, declaró en una entrevista de 2021 a PBS Frontline:
Nuestro mensaje es breve. No representamos ninguna amenaza para ustedes, por lo que no tienen por qué clasificar a personas como terroristas ni anunciar recompensas por su eliminación. Además, todo esto no afecta negativamente a la revolución siria. Este es el mensaje más importante. El segundo mensaje es que las políticas estadounidenses en la región, y en Siria en particular, son incorrectas y requieren reformas drásticas... Lo que podríamos tener en común sería poner fin a la crisis humanitaria y al sufrimiento que se vive en la región, y a las masas de refugiados que huyen a Turquía o a Europa y que generan graves problemas, tanto para el pueblo sirio, que se encuentra desplazado por toda Europa, como para los propios europeos. Este es el tema en el que más podemos cooperar: ayudando a la gente a quedarse aquí, brindándoles una vida digna en la región, o liberando sus tierras para que puedan regresar a sus hogares, en lugar de que Rusia o las milicias iraníes los obliguen a huir al extranjero.

## Apoyo extranjero
Turquía designó a Tahrir al-Sham como organización terrorista y al Frente Al-Nusra en 2014. El gobierno turco afirmó oponerse a Tahrir al-Sham (HTS), haber luchado con él y haberlo declarado organización terrorista, y el Gobierno de Salvación Sirio de HTS era un desafío directo al Gobierno Interino Sirio respaldado por Turquía.
Sin embargo, desde 2017 ha habido momentos en que HTS, particularmente su facción pragmática en torno a Abu Muhammed al-Julani, ha luchado junto al Ejército Libre Sirio respaldado por Turquía. HTS no ha impedido que Turquía establezca varios puestos de observación en Idlib y se ha unido a salas de operaciones conjuntas con grupos respaldados por Turquía, preservando al mismo tiempo su autonomía. Algunos argumentan que Turquía ha estado controlando los movimientos de HTS en Idlib desde 2018. El Instituto Clingendael en noviembre de 2019 describió la política turca desde 2018 como un intento de dividir a los elementos pragmáticos de los elementos de línea dura dentro de HTS.
El jefe de la agencia de inteligencia turca MIT, İbrahim Kalin, visitó Damasco el 12 de diciembre de 2024 y se reunió con Ahmed al-Charaa, el líder de HTS. La visita de Kalın fue la primera de un alto funcionario extranjero a Damasco desde que los rebeldes tomaron el poder. Se supone que Turquía fue la parte que finalmente permitió a HTS iniciar su ofensiva y derrocar a Assad a fines de 2024.

### Unión Europea
En febrero de 2025, la Unión Europea anunció la suspensión de algunas sanciones contra Siria, incluyendo las de los sectores energético y bancario, como parte de un esfuerzo para apoyar la transición política y la recuperación económica. La decisión buscaba alentar a HTS a adoptar un enfoque de gobernanza más inclusivo y a respetar los derechos humanos. Sin embargo, la UE mantuvo las sanciones clave, en particular las relacionadas con la industria armamentística, y advirtió que podrían imponerse nuevas medidas si HTS incumplía sus compromisos.

### GCC
En abril de 2025, Arabia Saudita y Qatar acordaron liquidar todas las deudas de Siria con el Banco Mundial, aproximadamente 15 millones de dólares estadounidenses. La medida se tomó para permitir que Siria reanudara el acceso a los servicios del Banco Mundial tras su suspensión en 2011. El Banco Mundial anunció en mayo de 2025 que Siria ya no tenía dudas pendientes con la Asociación Internacional de Fomento (AIF), su fondo dedicado a los países de bajos ingresos.

## Crímenes de guerra y violaciones de derechos humanos
A pesar de los esfuerzos de HTS por distanciarse públicamente de Al Qaeda y presentarse como un órgano de gobierno legítimo a través del Gobierno de Salvación Sirio, informes de las Naciones Unidas, Estados Unidos, la Unión Europea y organizaciones de derechos humanos documentan su continua participación en graves violaciones de derechos humanos y crímenes de guerra.

### Ejecuciones extrajudiciales, detenciones arbitrarias y torturas
HTS llevó a cabo ejecuciones extrajudiciales, detenciones arbitrarias y desapariciones forzadas. Opositores políticos, periodistas, activistas y civiles percibidos como críticos de HTS son detenidos ilegalmente. La tortura y los malos tratos eran generalizados en los centros de detención administrados por HTS, y se documentaron al menos 22 métodos de tortura empleados por HTS, incluidos abusos físicos y psicológicos. Las confesiones obtenidas bajo tortura se admiten como prueba en los tribunales del HTS, mientras que los detenidos no tienen ningún recurso legal para impugnar su encarcelamiento. En 2019 en un reporte de Human Rights Watch report acusó al grupo de torturar a los lugareños que documentaban sus abusos en las zonas que controlaban..

### Violencia contra mujeres y niñas
HTS aplicó códigos de vestimenta estrictos, con motivaciones religiosas, para mujeres y niñas, y restringió significativamente su libertad de movimiento y acceso a la educación. A las mujeres solo se les permite viajar acompañadas de un familiar masculino (mahram), y las violaciones de los decretos religiosos pueden conllevar arresto y castigo.Un informe del Departamento de Estado de EE. UU. de 2023 afirmó que las mujeres en las regiones de Idlib controladas por el HTS se enfrentaban a discriminación y violencia generalizadas, incluyendo detenciones arbitrarias, abusos sexuales bajo custodia y condenas a muerte por cargos como "adulterio" o "blasfemia". También alegó que a las mujeres se les negaba el derecho a solicitar el divorcio y se les prohibía usar maquillaje en público y vivir solas. La agencia gubernamental estadounidense USCIRF alegó en 2022 que el Ministerio de Educación del Gobierno de Salvación Sirio dio instrucciones para impedir que las estudiantes casadas, incluidas las menores de edad que fueron obligadas a contraer matrimonio infantil, asistieran a escuelas y universidades públicas.
Las mujeres activistas, especialmente las que trabajan en funciones humanitarias o mediáticas, han sido especialmente atacadas. A muchos se les acusa de alta traición u otros cargos como pretexto para presionarlos a cesar las actividades críticas de HTS. HTS también arrestó a mujeres con vínculos familiares con grupos rivales o facciones de la oposición como una táctica para obtener influencia o forzar la cooperación. Las mujeres detenidas fueron sometidas a condiciones degradantes, incluyendo aislamiento, amenazas, falta de atención médica y abuso.

### Denuncias de conversiones forzadas y discriminación contra minorías religiosas
Un informe de 2022 publicado por la Comisión de los Estados Unidos para la Libertad Religiosa Internacional (USCIRF) alegó que, si bien HTS se declaró públicamente tolerante y realizó gestos de apertura hacia minorías religiosas en Idlib, continuó cometiendo violaciones generalizadas de la libertad religiosa y los derechos humanos, atacando a minorías religiosas y musulmanes sunitas disidentes. Según el informe de la USCIRF, el grupo convirtió por la fuerza a drusos al islam sunita y las propiedades de cristianos y drusos fueron confiscadas sistemáticamente en los territorios controlados por HTS. Las detenciones arbitrarias, la tortura y las ejecuciones bajo cargos religiosos falsos son habituales en los territorios controlados por HTS, donde los detenidos a menudo sufren abusos y se les niega el acceso a la justicia. La USCIRF concluye que HTS promovió una administración ideológica que socava la diversidad religiosa de la región.
Las minorías drusa y cristiana de la provincia de Idlib han sufrido todo tipo de abusos, desde conversiones forzosas hasta asesinatos, toma de rehenes, violaciones y despojo. Desde 2020, HTS ha sido menos represiva con las minorías religiosas. Algunas iglesias pueden volver a celebrar misa, pero se les prohíbe tocar las campanas o erigir cruces en sus edificios.

### Represión política
HTS reprime sistemáticamente la disidencia mediante represión violenta, arrestos arbitrarios y graves torturas a críticos, incluidos periodistas, activistas y civiles. Las protestas contra HTS rara vez fueron toleradas y a menudo se enfrentaron a una represión violenta. Los periodistas enfrentaron riesgos significativos, incluidas amenazas, encarcelamiento y abuso físico, lo que obligó a muchos a huir de la región. HTS empleó detenciones arbitrarias y torturas para silenciar a los oponentes políticos

### Obstrucción de ayuda humanitaria
Según un informe publicado por el Departamento de Estado de EE. UU. en 2023, HTS obstruyó significativamente la ayuda humanitaria en áreas bajo su control, obstaculizando severamente la asistencia a los necesitados, particularmente a los desplazados internos. El grupo impone impuestos arbitrarios a los envíos humanitarios e interfiere con la distribución de la ayuda. HTS regula el flujo de asistencia, ejerciendo control sobre la selección de beneficiarios y asegurando que la ayuda se desvíe para su propio beneficio.

### Niños como víctimas de reclutamiento forzado
Según informes del Departamento de Estado de los Estados Unidos, HTS cometió graves violaciones de los derechos de los niños, explotándolos de maneras que contravienen el derecho internacional. Estos informes alegaban que HTS utilizó a niños como escudos humanos, terroristas suicidas, niños soldados y verdugos, obligándolos a desempeñar papeles violentos en el conflicto.

## Puntos de vista económicos
HTS protege y apoya y aboga por el proteccionismo y las políticas de libre mercado. El grupo está a favor de los aranceles y de los controles de precios. El HTS favoreció la lira turca sobre la libra siria para revertir el daño económico de la severa depreciación de la libra.